# Lee Ann Womack

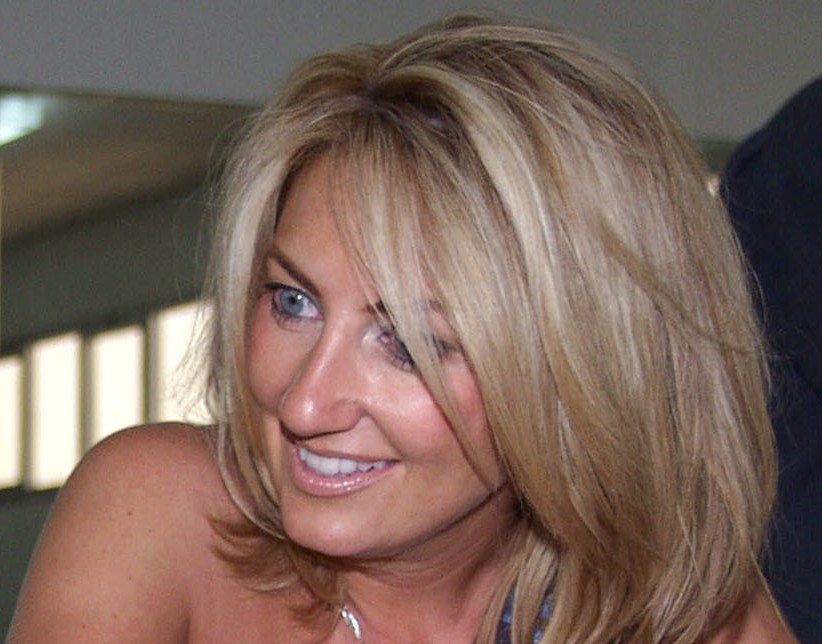
Lee Ann Womack (2003)

Lee Ann Womack (* 19. August 1966 in Jacksonville, Texas) ist eine US-amerikanische Country-Sängerin und Songwriterin.

## Anfänge
Lee Anns Vater arbeitete nebenberuflich als Diskjockey bei einer lokalen Radiostation. Sie begleitete ihn häufig ins Studio und beteiligte sich bei der Plattenauswahl. Ihre Favoriten waren Country-Musiker wie Bob Wills oder Ray Price. Später gab sie auch Dolly Parton, Tammy Wynette und George Jones als Einflüsse auf ihr Schaffen an. Nach Abschluss der High School studierte sie an einem College Musik. Erste musikalische Erfahrungen sammelte sie als Mitglied der College-Band.
Später wechselte sie zur Nashviller Belmont University. In der A&R-Abteilung (Artists & Repertoire) des MCA-Labels absolvierte sie ein Praktikum. Noch während ihres Studiums heiratete sie Jason Sellers, der später selbst Karriere machen sollte. Die Ehe, aus der ein Kind hervorging, dauerte nur wenige Jahre.

## Karriere
Womack begann Songs zu schreiben und hatte Auftritte in der Nashviller Clubszene. 1995 wurde sie bei dem Musikverlag Tree Publishing eingestellt. Sie schrieb Songs für Bill Anderson, Ricky Skaggs und andere. 1996 erhielt sie einen Schallplattenvertrag von Decca. Ein Jahr später erschien ihr Debütalbum Lee Ann Womack, produziert von Mark Wright. Das Album wurde zu einem sofortigen Erfolg. Die ausgekoppelte Single The Fool rückte bis auf Platz zwei der Country-Charts vor. Von der Academy of Country Music wurde sie als beste Nachwuchssängerin ausgezeichnet. 1999 heiratete sie zum zweiten Mal und bekam eine zweite Tochter.
Anfang 1999 zog sich Decca Records aus dem Country-Geschäft zurück und Lee Ann Womack wurde von der Muttergesellschaft MCA übernommen. Im gleichen Jahr entstand das Album I Hope You Dance. Die gleichnamige Single erreichte Platz eins der Country-Hitparade und wurde sowohl CMA als auch ACM „Single des Jahres“ und „Song des Jahres“. Weitere Auszeichnungen, darunter einen Grammy, erhielt sie ein Jahr später für das mit Willie Nelson gesungene Duett Mendocino County Line. Das von ihr gesungene, aus der Feder von Hayes Carll stammende Stück Changes Are war 2016 in der Rubrik Best Country Song nominiert. Musikalisch entwickelte sie sich mehr und mehr vom traditionellen Country weg zur Popmusik. Als Resultat blieb das Album Something Worth Leaving Behind trotz weitverzweigter Promotion hinter den Verkaufserwartungen zurück. Erst die Rückkehr zu traditionelleren Klängen auf dem Werk There’s More Where That Came From brachte auch wieder den erhofften kommerziellen Erfolg. Das Album erhielt sehr gute Kritiken und wurde mit dem CMA Award für das „Beste Album des Jahres“ ausgezeichnet. Es war erst das vierte Mal, dass eine Frau in dieser Kategorie die Trophäe mit nach Hause nehmen konnte. Im Oktober 2008 wurde ihr siebtes Album Call Me Crazy bei MCA veröffentlicht. Außerdem gab sie ihr Kinodebüt als Schauspielerin in dem Film Noble Things.
Bis zum nächsten Album dauerte es sechs Jahre.

## Diskografie

### Studioalben
| Jahr | Titel                               | Höchstplatzierung, Gesamtwochen, AuszeichnungChartplatzierungen (Jahr, Titel, Platzierungen, Wochen, Auszeichnungen, Anmerkungen) | Höchstplatzierung, Gesamtwochen, AuszeichnungChartplatzierungen (Jahr, Titel, Platzierungen, Wochen, Auszeichnungen, Anmerkungen) | Höchstplatzierung, Gesamtwochen, AuszeichnungChartplatzierungen (Jahr, Titel, Platzierungen, Wochen, Auszeichnungen, Anmerkungen) | Anmerkungen                                            |
| Jahr | Titel                               | UK | US | Country | Anmerkungen                                            |
| ---- | ----------------------------------- | --- | --- | --- | ------------------------------------------------------ |
| 1997 | Lee Ann Womack                      | — | US106 Platin · (23 Wo.)US | Country9 (74 Wo.)Country | Erstveröffentlichung: 13. Mai 1997                     |
| 1998 | Some Things I Know                  | — | US136 Gold · (12 Wo.)US | Country20 (55 Wo.)Country | Erstveröffentlichung: 22. September 1998               |
| 2000 | I Hope You Dance                    | — | US16 ×3Dreifachplatin · (83 Wo.)US                                                                                                | Country1 (104 Wo.)Country | Erstveröffentlichung: 23. Mai 2000                     |
| 2002 | Something Worth Leaving Behind      | — | US16 (11 Wo.)US | Country2 (30 Wo.)Country | Erstveröffentlichung: 20. August 2002                  |
| 2002 | The Season for Romance              | — | US166 (2 Wo.)US | Country19 (11 Wo.)Country | Erstveröffentlichung: 29. Oktober 2002 Weihnachtsalbum |
| 2005 | There’s More Where That Came From   | — | US12 Gold · (18 Wo.)US | Country3 (57 Wo.)Country | Erstveröffentlichung: 8. Februar 2005                  |
| 2008 | Call Me Crazy                       | — | US23 (4 Wo.)US | Country4 (48 Wo.)Country | Erstveröffentlichung: 21. Oktober 2008                 |
| 2014 | The Way I’m Livin’                  | — | US99 (1 Wo.)US | Country18 (4 Wo.)Country | Erstveröffentlichung: 23. September 2014               |
| 2017 | The Lonely, the Lonesome & the Gone | — | — | Country37 (1 Wo.)Country | Erstveröffentlichung: 27. Oktober 2017                 |

### Kompilationen
| Jahr | Titel         | Höchstplatzierung, Gesamtwochen, AuszeichnungChartplatzierungen (Jahr, Titel, Platzierungen, Wochen, Auszeichnungen, Anmerkungen) | Höchstplatzierung, Gesamtwochen, AuszeichnungChartplatzierungen (Jahr, Titel, Platzierungen, Wochen, Auszeichnungen, Anmerkungen) | Höchstplatzierung, Gesamtwochen, AuszeichnungChartplatzierungen (Jahr, Titel, Platzierungen, Wochen, Auszeichnungen, Anmerkungen) | Anmerkungen                       |
| Jahr | Titel         | UK | US | Country | Anmerkungen                       |
| ---- | ------------- | --- | --- | --- | --------------------------------- |
| 2004 | Greatest Hits | — | US28 Gold · (8 Wo.)US | Country2 (71 Wo.)Country | Erstveröffentlichung: 4. Mai 2004 |

Weitere Kompilationen
- 2011: Icon
- 2013: Favorites

### EPs
- 2015: Trouble in Mind

### Singles als Leadmusikerin
| Jahr | Titel Album                                                         | Höchstplatzierung, Gesamtwochen, AuszeichnungChartplatzierungen (Jahr, Titel, Album, Platzierungen, Wochen, Auszeichnungen, Anmerkungen) | Höchstplatzierung, Gesamtwochen, AuszeichnungChartplatzierungen (Jahr, Titel, Album, Platzierungen, Wochen, Auszeichnungen, Anmerkungen) | Höchstplatzierung, Gesamtwochen, AuszeichnungChartplatzierungen (Jahr, Titel, Album, Platzierungen, Wochen, Auszeichnungen, Anmerkungen) | Anmerkungen                                              |
| Jahr | Titel Album                                                         | UK | US | Country | Anmerkungen                                              |
| ---- | ------------------------------------------------------------------- | --- | --- | --- | -------------------------------------------------------- |
| 1997 | Never Again, Again Lee Ann Womack                                   | — | — | Country23 (20 Wo.)Country | Erstveröffentlichung: 3. März 1997                       |
| 1997 | The Fool Lee Ann Womack                                             | — | — | Country2 (20 Wo.)Country | Erstveröffentlichung: 19. Mai 1997                       |
| 1997 | You’ve Got to Talk to Me Lee Ann Womack                             | — | — | Country2 (22 Wo.)Country | Erstveröffentlichung: 1. November 1997                   |
| 1998 | Buckaroo Lee Ann Womack                                             | — | — | Country27 (20 Wo.)Country | Erstveröffentlichung: 4. April 1998                      |
| 1998 | A Little Past Little Rock Some Things I Know                        | — | US43 (10 Wo.)US | Country2 (21 Wo.)Country | Erstveröffentlichung: 22. Juni 1998                      |
| 1998 | I’ll Think of a Reason Later Some Things I Know                     | — | US38 (20 Wo.)US | Country2 (25 Wo.)Country | Erstveröffentlichung: 28. Dezember 1998                  |
| 1999 | (Now You See Me) Now You Don’t Some Things I Know                   | — | US72 (11 Wo.)US | Country12 (20 Wo.)Country | Erstveröffentlichung: 7. August 1999                     |
| 1999 | Don’t Tell Me Some Things I Know                                    | — | — | Country56 (8 Wo.)Country | Erstveröffentlichung: 1999                               |
| 2000 | I Hope You Dance                                                    | UK40 (2 Wo.)UK | US14 ×4Platin (Physisch) + Vierfachplatin (Digital) · (48 Wo.)US                                                                         | Country1 (32 Wo.)Country | Erstveröffentlichung: 3. Mai 2000 mit Sons of the Desert |
| 2000 | Ashes by Now I Hope You Dance                                       | — | US45 (17 Wo.)US | Country4 (26 Wo.)Country | Erstveröffentlichung: 9. Oktober 2000                    |
| 2001 | Why They Call It Falling I Hope You Dance                           | — | US78 (7 Wo.)US | Country13 (21 Wo.)Country | Erstveröffentlichung: 2. April 2001                      |
| 2001 | Does My Ring Burn Your Finger I Hope You Dance                      | — | — | Country23 (20 Wo.)Country | Erstveröffentlichung: 29. Oktober 2001                   |
| 2002 | Something Worth Leaving Behind                                      | — | — | Country20 (20 Wo.)Country | Erstveröffentlichung: 24. Mai 2002                       |
| 2002 | Forever Everyday Something Worth Leaving Behind                     | — | — | Country37 (17 Wo.)Country | Erstveröffentlichung: 26. Oktober 2002                   |
| 2004 | The Wrong Girl Greatest Hits                                        | — | — | Country24 (20 Wo.)Country | Erstveröffentlichung: 21. Februar 1004                   |
| 2004 | I May Hate Myself in the Morning There’s More Where That Came From  | — | US66 (13 Wo.)US | Country10 (26 Wo.)Country | Erstveröffentlichung: 25. Oktober 2004                   |
| 2005 | He Oughta Know That by Now There’s More Where That Came From        | — | — | Country22 (23 Wo.)Country | Erstveröffentlichung: 11. April 2005                     |
| 2005 | Twenty Years and Two Husbands Ago There’s More Where That Came From | — | — | Country32 (17 Wo.)Country | Erstveröffentlichung: 3. Dezember 2005                   |
| 2006 | Finding My Way Back Home –                                          | — | — | Country37 (14 Wo.)Country | Erstveröffentlichung: 15. August 2006                    |
| 2008 | Last Call Call Me Crazy                                             | — | US77 Gold · (9 Wo.)US | Country14 (36 Wo.)Country | Erstveröffentlichung: 30. Juni 2008                      |
| 2009 | Solitary Thinkin’ Call Me Crazy                                     | — | — | Country39 (14 Wo.)Country | Erstveröffentlichung: 11. April 2009                     |
| 2009 | There Is a God –                                                    | — | — | Country32 (20 Wo.)Country | Erstveröffentlichung: 2. November 2009                   |

Weitere Singles
- 2014: The Way I’m Livin’
- 2015: Send It on Down
- 2015: Chances Are
- 2017: All the Trouble

### Singles als Gastmusikerin
| Jahr | Titel Album                            | Höchstplatzierung, Gesamtwochen, AuszeichnungChartplatzierungen (Jahr, Titel, Album, Platzierungen, Wochen, Auszeichnungen, Anmerkungen) | Höchstplatzierung, Gesamtwochen, AuszeichnungChartplatzierungen (Jahr, Titel, Album, Platzierungen, Wochen, Auszeichnungen, Anmerkungen) | Höchstplatzierung, Gesamtwochen, AuszeichnungChartplatzierungen (Jahr, Titel, Album, Platzierungen, Wochen, Auszeichnungen, Anmerkungen) | Anmerkungen                                             |
| Jahr | Titel Album                            | UK | US | Country | Anmerkungen                                             |
| ---- | -------------------------------------- | --- | --- | --- | ------------------------------------------------------- |
| 2002 | Mendocino County Line The Great Divide | — | — | Country22 (20 Wo.)Country | Erstveröffentlichung: 21. Januar 2002 mit Willie Nelson |